# 仁保站

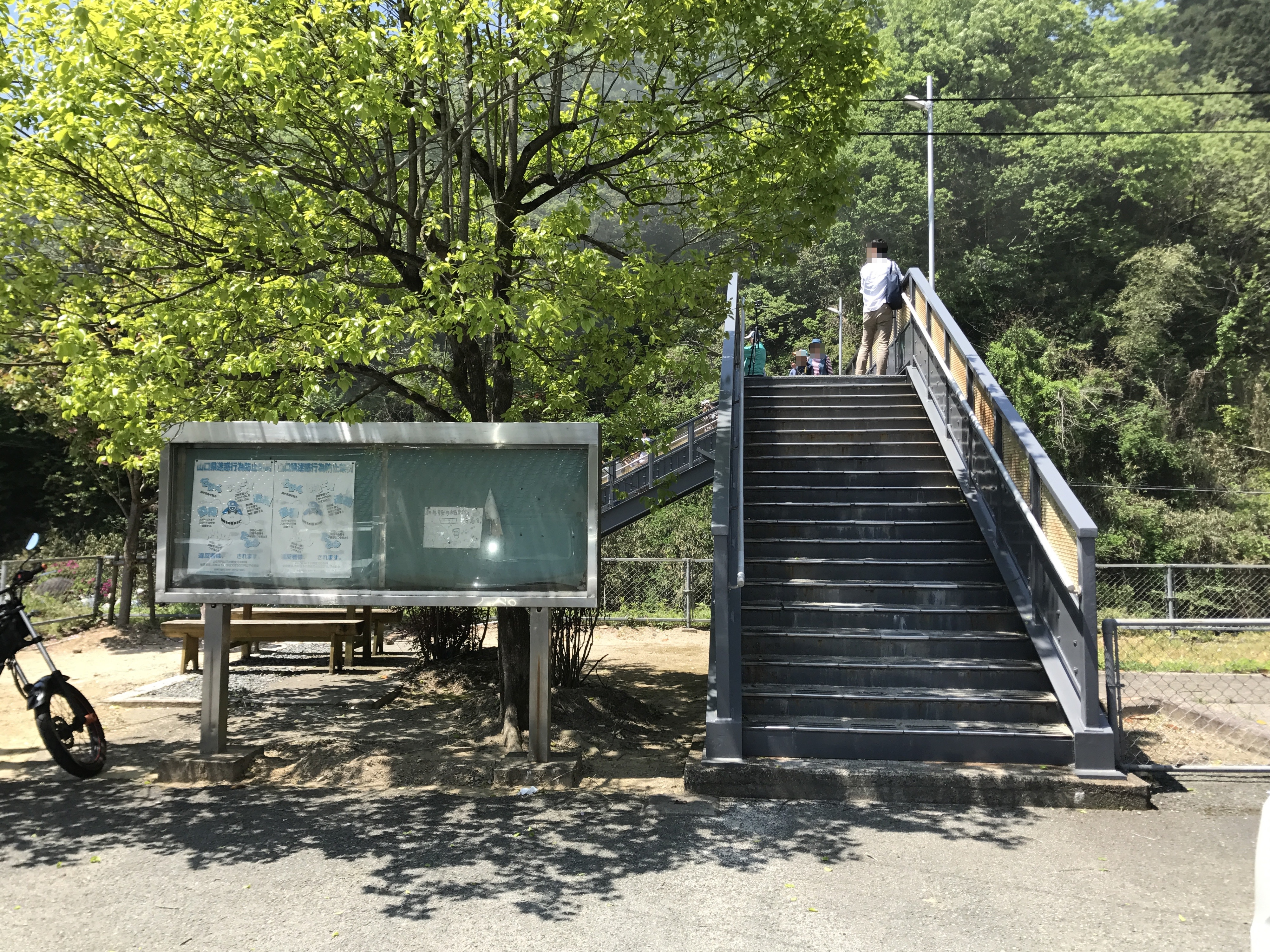
車站入口

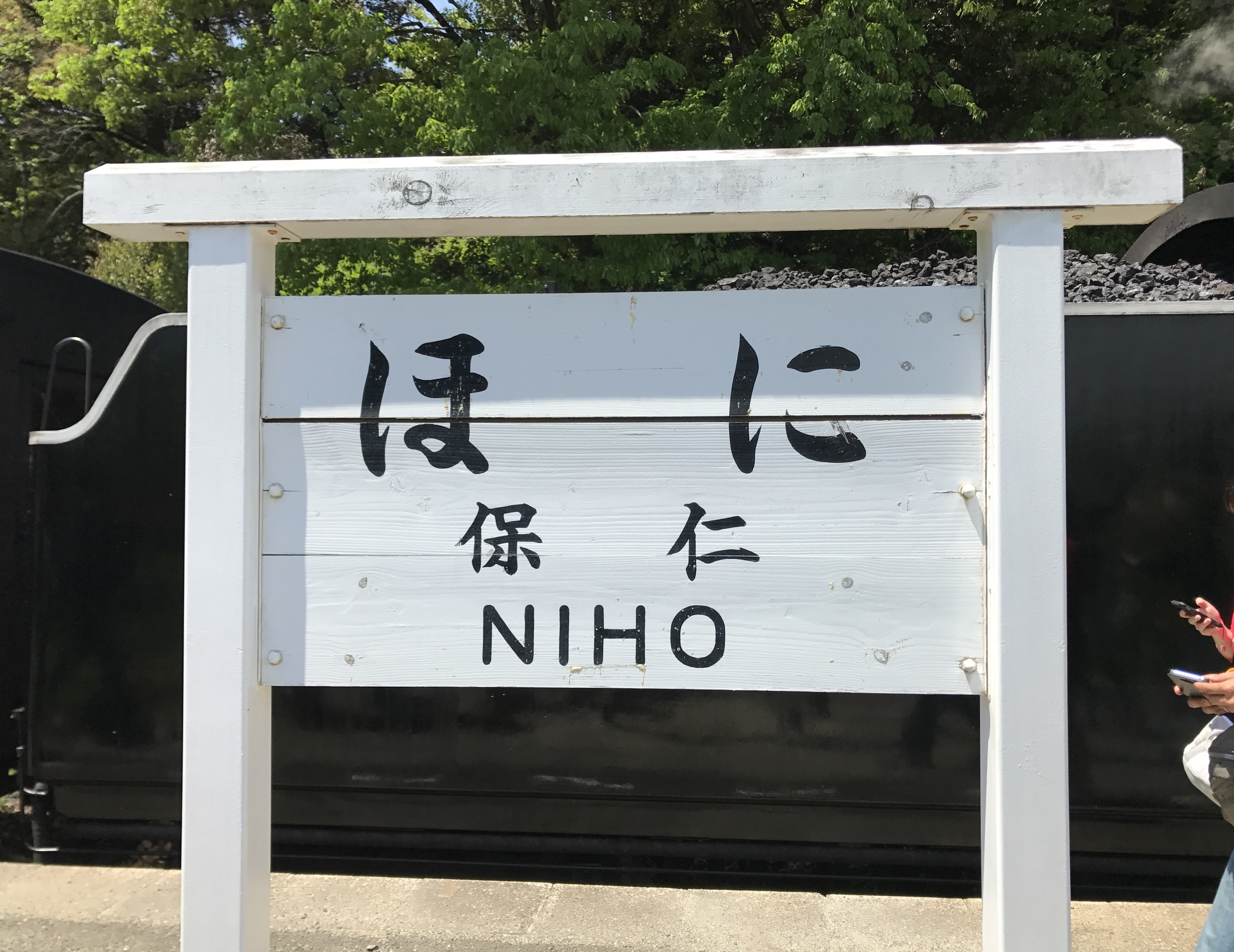
觀光專用站名牌

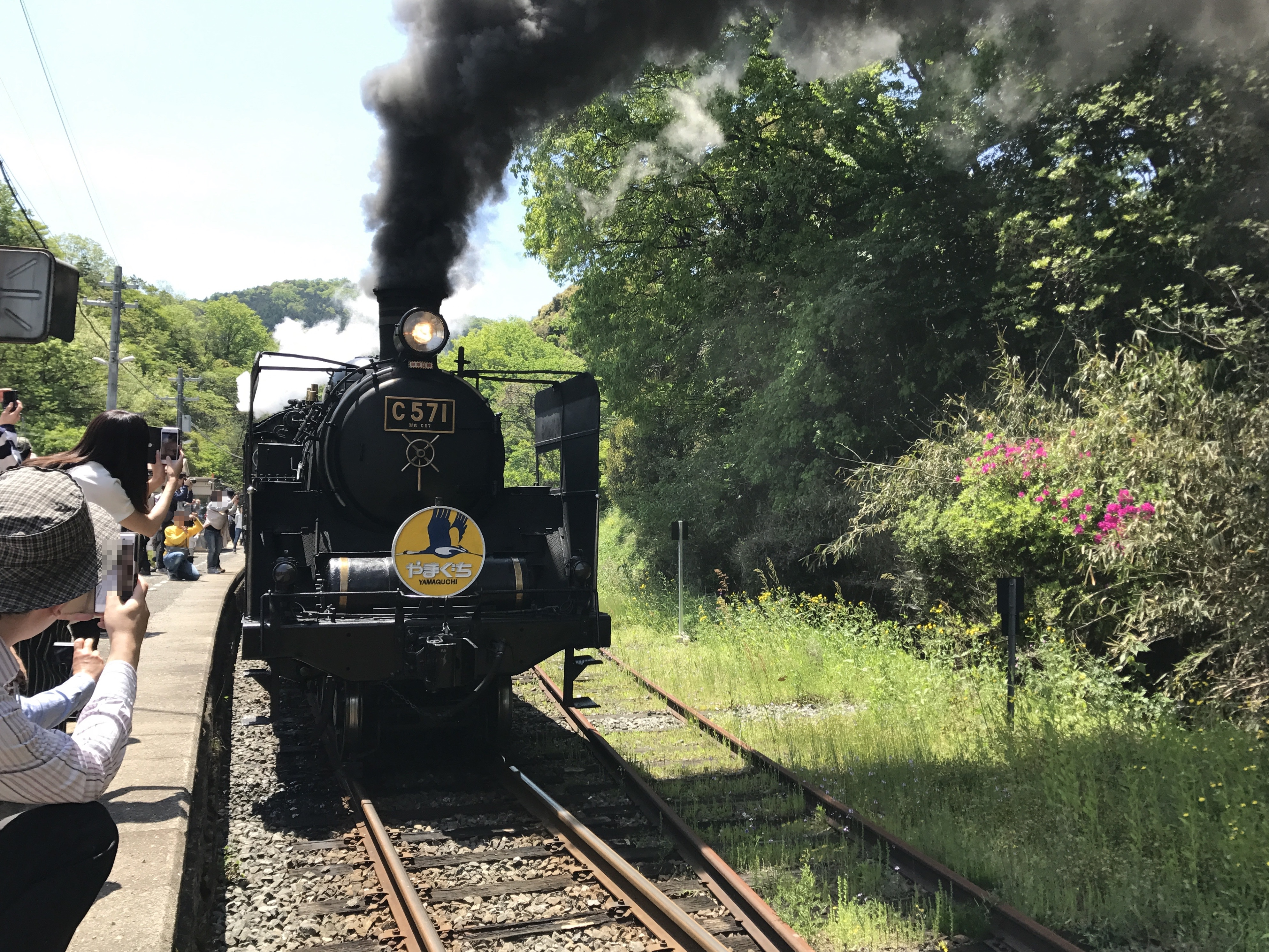
停靠中的「SL山口號列車」

仁保站（日语：／ Niho eki */?）是位於山口縣山口市仁保中鄉，西日本旅客鐵道（JR西日本）的山口線車站。

## 歷史
- 1917年（大正6年）7月1日 - 山口線山口站至篠目站之間開通，此站啟用[1]。
  - 當時車站位於山口縣吉敷郡仁保村（日语：仁保村 (山口県)）仁保中鄉。
- 1955年（昭和30年）4月1日 - 隨著大內町（日语：大内町 (山口県)）成立，車站地址變為山口縣吉敷郡大內町仁保中鄉。
- 1963年（昭和38年）5月1日 - 隨著大內町編入山口市（第二次），車站地址變為山口縣山口市仁保中鄉。
- 1987年（昭和62年）4月1日 - 伴隨國鐵分割民營化，車站由西日本旅客鐵道（JR西日本）營運[2]。
- 2005年（平成17年）10月1日 - 隨著山口市（第三次）成立，車站地址變成現時的地址。
- 2013年（平成25年）7月28日 - 發生暴雨成災（日语：平成25年7月28日の島根県と山口県の大雨），包括此站在內，宮野站至益田站之間暫停服務（宮野站至地福站之間於8月5日重開，津和野站至益田站於11月16日重開）。地福站至津和野站之間重開日期為平成26年8月23日[3]。

## 車站構造
車站是一座地面車站，設有1面2線的島式月台。此站是由新山口站管理的無人車站，沒有車站大樓和廁所，月台上設有候車室。此站設有列車接近資訊。上行線東邊靠近益田一方設有跨線橋連接月台。此站沒有自動售票機。

### 月台
| 月台              | 路線    | 上下行 | 方向             |
| ----------------- | ------- | ------ | ---------------- |
| 靠近入口一方（1） | ■山口線 | 上行   | 山口、新山口方向 |
| 入口對面（2）     | ■山口線 | 下行   | 津和野、益田方向 |

實際上沒有上述月台編號。上述編號只限列車運輸指令上的編號。

## 利用狀況
以下為近年的乘車人次列表：
| 年度 | 1日平均 乘車人次 |
| ---- | ---------------- |
| 1999 | 54               |
| 2000 |                  |
| 2001 | 65               |
| 2002 | 69               |
| 2003 | 67               |
| 2004 | 63               |
| 2005 | 61               |
| 2006 | 59               |
| 2007 | 57               |
| 2008 | 44               |
| 2009 | 43               |
| 2010 | 43               |
| 2011 | 45               |
| 2012 | 29               |
| 2013 | 24               |
| 2014 | 26               |
| 2015 | 34               |
| 2016 | 29               |
| 2017 | 42               |
| 2018 | 41               |
| 2019 | 37               |

## 車站周邊

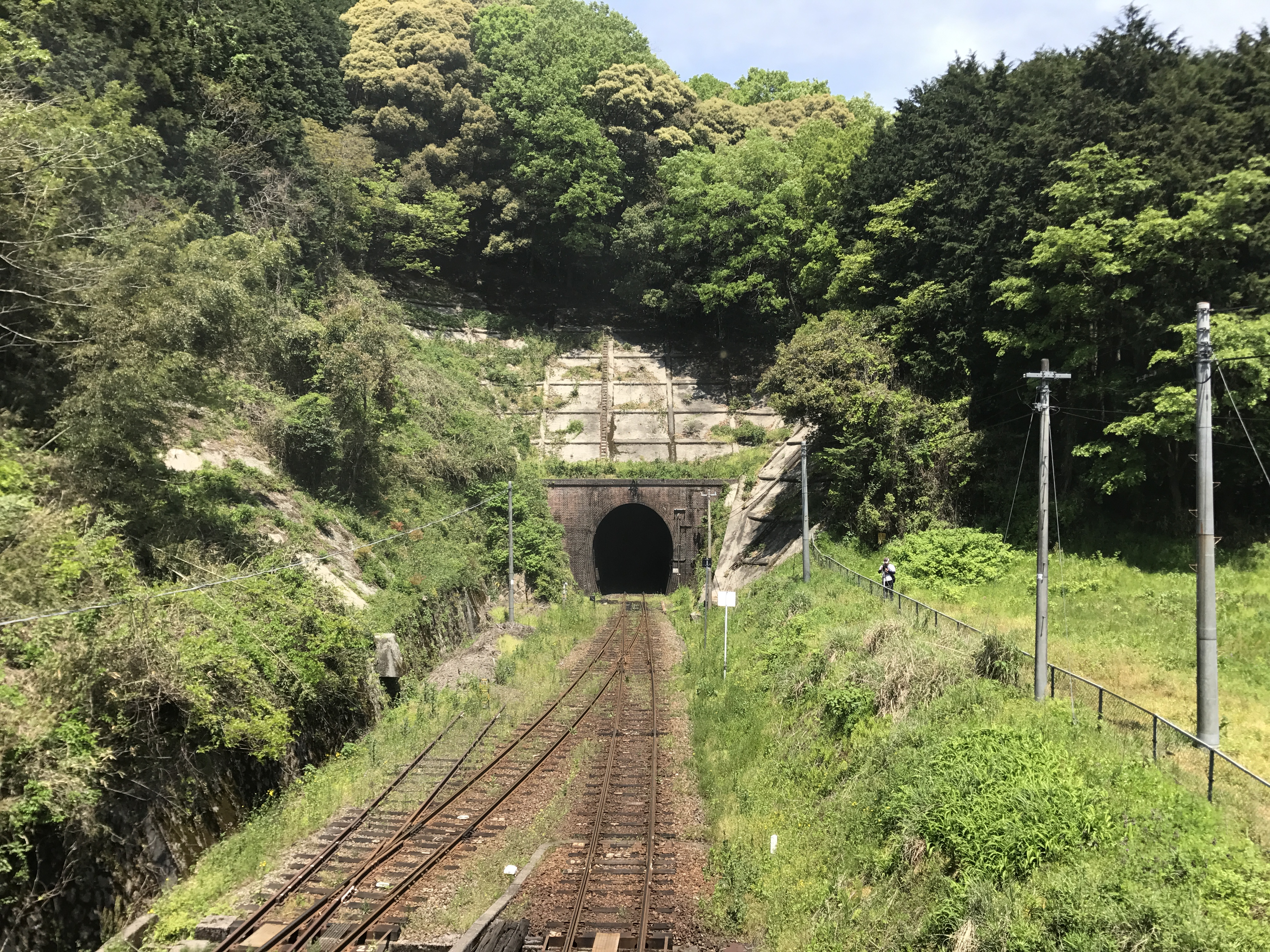
車站北邊的山口線木戶峠

車站位於「仁保地域」西端。接近宮野地域與仁保地峠。車站周邊較少居民。仁保地域的中心位於井開田地區內，從仁保站出發，經國道376號向東前進約2公里即可到達。
- 山口市仁保地域交流中心（日语：山口市役所#地域交流センター）
- 仁保郵局
- 山口市立仁保中學
- 山口市立仁保小學
- KDDI山口衛星通信中心（日语：KDDI山口衛星通信センター）
- 道之驛仁保之鄉（日语：道の駅仁保の郷）
- 木戶峠（日语：木戸峠）
- 山口縣警察學校
- 山口縣發達障害者支援中心

## 巴士路線
仁保站前巴士站位於國道376號上，從車站需步行約3分鐘。
- 防長交通（日语：防長交通）
  - 108、138、238：山口市內線（新山口站 - 湯田溫泉 - 宮野站前 - 道之驛仁保之鄉（日语：道の駅仁保の郷））
  - 沒有編號：湯田溫泉 - 山口縣廳 - 山口站 - 宮野 - 松柄 - 堀（德地）

## 相鄰車站
西日本旅客鐵道（JR西日本）
■山口線
- 臨時快速「SL山口號」停車站

宮野－仁保－篠目
由於此站與鄰站篠目站之間需經過25‰的急斜路段（篠目站方向是上斜），因此下行臨時快速「SL山口號」（前往津和野）會停靠此站。

## 注腳
1. 1 2  歴史でめぐる鉄道全路線 国鉄・JR 7号、12頁
2. ↑  歴史でめぐる鉄道全路線 国鉄・JR 7号，15頁
3. ↑  山陰線（須佐～奈古駅間）、山口線（地福～津和野駅間）の運転再開見込みなどについて （页面存档备份，存于）（日語） - 西日本旅客鐵道新聞稿，2014年7月16日
4. ↑  山口県統計年鑑 （页面存档备份，存于）（日語） - 山口縣

## 外部連結
- 仁保｜車站資訊：JR出門網 - 西日本旅客鐵道（日語）